# Michel Dickoff

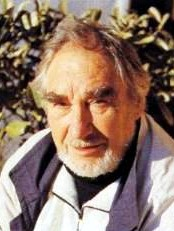
Michel Dickoff

Michel Dickoff (eigentlich Erwin Franz Dickerhof; * 21. Mai 1927 in Zürich; † 29. Januar 2018) war ein Schweizer Drehbuchautor und Regisseur.

## Leben
Michel Dickoff wurde 1927 in Zürich geboren, wo er auch aufwuchs. Er stand mit vier Jahren erstmals auf der Bühne. Es folgten ein Schauspielstudium in Zürich und die Ausbildung zum Opernregisseur in München. Dickoff hospitierte während seines Studiums am Residenztheater und an der Staatsoper in München. Danach war er Assistent bei Bertolt Brecht (Berliner Ensemble), Walter Felsenstein (Komische Oper Berlin) und Wieland Wagner (Bayreuth). Auch absolvierte er ein Werkjahr bei der Taunus-Film in Wiesbaden.
Dabei entstanden verschiedene Dokumentar- und Spielfilme, u. a. der prämierte Architekturfilm «Die neue Stadt» (Drehbuch mit Max Frisch).
Als freier Regisseur für Schauspiel-, Oper- und Operette-Inszenierungen war er an vielen grossen und kleinen Bühnen, auch an Amateurtheatern, in der Schweiz, Deutschland und Österreich tätig.
Ehrungen erhielt er u. a. für Nestroy-Regiearbeiten und -Bearbeitungen.
Dickoff lebte im Ruhestand in Ascona, er starb im Alter von über 90 Jahren am 29. Januar 2018.

## Werke
1960 verfilmte er als Regisseur mit dem Produzenten Josef Richard Kaelin das Drama «Wilhelm Tell» nach Friedrich Schiller auf Kodak Eastmann Kolor im Breitwandformat.
Der Film wurde als einer der bedeutendsten Schweizer Filme seiner Zeit angesehen.
Sämtliche Aufnahmen wurden an den historischen Stätten gedreht. Es erfolgten 12 Wochen Dreharbeiten, 6 Wochen Innenaufnahmen, 6 Wochen Aussenaufnahmen in den Kantonen Uri, Schwyz, Unterwalden, Tessin. Das Budget betrug 3,5 Millionen Schweizer Franken. Die Uraufführung war im Dezember 1960 im Cinema Corso Zürich mit 8 Wochen Prolongation.
Auszeichnungen erhielt der Film bei Filmfestspielen in Russland und Indien. In Russland erhielt «Wilhelm Tell» den Preis für die beste Regie.

## Filmografie
- 1957: Glück mues ma ha
- 1960: Wilhelm Tell
- 1963: Niklaus von Flüe - Pacem in terris